# Departamento Jutiapa
Jutiapa ist ein Departamento Guatemalas und liegt im Südosten des Landes (Region IV) an der Grenze zu El Salvador. Es erstreckt sich auf über 3.200 Quadratkilometern und hat etwa 482.200 Einwohner. Die Hauptstadt des Departamentos ist das gleichnamige  Jutiapa.
Das Departamento Jutiapa grenzt im Norden an die Departamentos Jalapa und Chiquimula, im Südosten an El Salvador, im Südwesten an den Pazifik und Westen an das Departamento Santa Rosa.

## Landesnatur
Jutiapa liegt überwiegend im zentralen Hochland. Vor allem im Nordwesten erreicht die Sierra Madre nochmals Höhen von 2000 Metern. Nach Süden hin fällt das Bergland zur Pazifik-Küste ab. Das Hochlandgebiet ist von tiefen Tälern und Flüssen durchzogen. Auf Grund der unterschiedlichen Höhenlagen gibt es eine Vielzahl verschiedener Klimaregionen. Im Hochland ist das Klima gemäßigt, am Pazifik tropisch heiß.

## Bevölkerung
Die Bevölkerung spricht vorwiegend Spanisch, die wenigen Indígenas auch Xinka. Jutiapa ist in siebzehn Municipios (Großgemeinden oder auch Landkreise) unterteilt:
| Jutiapa             | El Progreso       |
| Santa Catarina Mita | Agua Blanca       |
| Asunción Mita       | Yupiltepeque      |
| Atescatempa         | Jerez             |
| El Adelanto         | Zapotitlán        |
| Comapa              | Jalpatagua        |
| Conguaco            | Moyuta            |
| Pasaco              | San José Acatempa |
| Quesada             |                   |

Dem Departamento als staatlichem Verwaltungsbezirk steht ein von der Zentralregierung entsandter Gouverneur vor. Die Municipios sind eigenständige Gebietskörperschaften mit gewählten Bürgermeistern und Volksvertretungen und untergliedern sich in Aldeas  (Landgemeinden) und Caseríos, Parajes oder Fincas (Weiler und Höfe).

## Wirtschaft
Die Landwirtschaft erzeugt auf Grund der unterschiedlichen Höhenlagen ein breites Spektrum an Produkten, darunter Kaffee, Kartoffeln, Mais, Bohnen, Bananen, Kochbananen, Kokosnüsse, Kakao, Maniok, Tabak und Zuckerrohr. Von Bedeutung ist auch die Pferde- und Viehzucht sowie die Milch- und Käseproduktion. Der Tourismus spielt nur eine untergeordnete Rolle. Das Departamento profitiert jedoch vom Durchgangsverkehr auf den drei Verkehrsachsen nach El Salvador. Jutiapa hat einen Flugplatz für die Allgemeine Luftfahrt.

## Sehenswürdigkeiten
In Jutiapa gibt es acht Vulkane und einige Seen, darunter den Lago de Güija an der Grenze zu El Salvador. Im südlichen Tiefland befinden sich die Maya-Ruine La Nueva und wenige schlecht erschlossene Strände.

## Geschichte
In der Kolonialzeit gehörte das Gebiet des heutigen Departamentos zum Corregimiento de Chiquimula. Jutiapa wurde am 8. Mai 1852 zum Departamento erhoben, verlor später jedoch einige Teile an seine Nachbarn Santa Rosa, Jalapa und Chiquimula. Der Name Jutiapa stammt von einem Maya-Begriff ab, der so viel bedeutet wie „Wiege der Sonne“.